# Озер, Кенан
Кенан Озёр (тур. Kenan Özer; 16 августа 1987 года, Никосия, Северный Кипр) — турецкий футболист, нападающий клуба «Бодрумспор».

## Клубная карьера
Кенан Озёр выступал на позиции нападающего в целом ряде турецких клубов: «Бешикташ», «Каршияка», «Истанбулспор», «Кайсери Эрджиесспор», «Ризеспор», «Антальяспор», «Болуспор», «Акхисар Беледиеспор», «Коньяспор», «Адана Демирспор», «Анкарагюджю» и «Газиантеп».
17 февраля 2006 года Кенан Озёр дебютировал в турецкой Суперлиге, выйдя на замену в составе «Бешикташа» в домашнем матче с «Ризеспором». 24 апреля 2011 года он забил свой первый гол на высшем уровне, открыв счёт за «Антальяспор» в гостевом поединке против «Газиантепспора».
Родившийся в турецкой части Никосии, известной как Лефкоша, Озёр также поиграл за местный клуб «Думлупынар» в 2016—2017 годах.